# Антоній Яблоновський
Антоній Яблоновський (7 грудня 1793 — 26 грудня 1855) — учасник Патріотичного товариства у Варшаві, від імені якого вів переговори з представниками Південного товариства декабристів про спільний виступ проти царизму.

## Життєпис
Батьками Антонія були Станіслав Павел Яблоновський і Теодора Валевська. Він був першим доглядачем масонської ложі Bouclier du Nord у 1818 році та членом Патріотичного товариства (Валеріана Лукасінського). 
1825 року імені Товариства вів переговори з представниками Південних декабристів щодо утворення федерації слов'янських народів. Після поразки повстання декабристів, заарештований в Україні 1826 року, на допитах у Києві та Петербурзі дав розлогі свідчення про організацію, розкриваючи імена людей, які брали участь у переговорах з декабристами.
У 1818 році він одружився з Пауліною Вандалін Мнішек, донькою Міхала Єжи Вандаліна Мнішека. Їхня донька Доротея Яблоновська вийшла заміж за Станіслава Костя Корвін-Красинського, офіцера Листопадового повстання, кавалера ордену Virtuti Militari.